# Sam Malcolmson
Pour les articles homonymes, voir Malcolmson.
Sam Malcolmson est un footballeur néo-zélandais, né le 2 avril 1947 à Dalbeattie au Royaume-Uni et mort le 18 septembre 2024 à Auckland. Il joue au poste d'attaquant puis de défenseur, de la fin des années 1960 au début des années 1980.
Après des débuts en Angleterre et en Écosse, notamment à Albion Rovers, il rejoint la Nouvelle-Zélande et évolue au Wellington Diamond, à Stop Out SC (en), à Eastern Suburbs AFC, Manurewa AFC et East Coast Bays AFC.
Il compte 15 sélections pour deux buts marqués en équipe de Nouvelle-Zélande et dispute la Coupe du monde 1982 avec la sélection néo-zélandaise.

## Biographie
Sam Malcolmson sert pour la Royal Navy en 1969 au sein du Royal Naval Air Service Culdrose en Cornouailles et joue, en même temps au sein du club de Falmouth Town AFC basé à Falmouth puis au St Austell RFC.
Évoluant au poste d'attaquant ou de défenseur et bon joueur de tête, il rejoint en 1971 les rangs d'Airdrieonians FC où il joue une rencontre puis, la saison suivante, Queen of the South où il dispute huit matchs et, en 1973-1974, à Albion Rovers où il inscrit un but en 25 rencontres.
Il émigre en Nouvelle-Zélande en 1974 et s'engage alors avec le Wellington Diamond. Le club termine dernier du championnat et atteint, dans le même temps, la finale de la Coupe où il est battu deux buts à zéro par Christchurch United AFC. Le club remonte aussitôt en Division 1 en remportant le championnat de Ligue centrale.
Il signe en 1976 à Stop Out SC (en). Le club finit avant-dernier du championnat, Sam Malcolmson étant le meilleur buteur de l'équipe avec neuf buts inscrits. Naturalisé néo-zélandais, il fait, la même saison, ses débuts internationaux le 13 septembre 1976 face à la Birmanie, les Néo-Zélandais s'imposent sur le score de deux buts à zéro, Sam Malcolmson inscrivant le premier but. L'année suivante, le club termine à la deuxième place du championnat à un point de North Shore United AFC.
En 1978, il rejoint les rangs d'Eastern Suburbs AFC qui atteint la finale du tournoi Air New Zealand où le club est battu deux buts à zéro par Mount Wellington AFC. Le club est relégué en fin de saison suivante et il rejoint alors Otahuhu Courier (en), club de la ligue du nord en Division 2. Il ne reste qu'une saison dans ce club et signe, en 1981 au Manurewa AFC puis, l'année suivante, à East Coast Bays AFC qui est relégué en fin d'année.
Sélectionné surprise pour la Coupe du monde 1982, où il est le plus âgé de l'équipe,, il dispute la rencontre face à l’Écosse, perdue sur le score de cinq buts à deux. Il met fin à sa carrière sportive en fin d'année et rejoint alors le monde de l'entreprise.

## Palmarès
- Vice-champion de Nouvelle-Zélande en 1977 avec Stop Out SC (en).
- Finaliste de la Coupe de Nouvelle-Zélande en 1974 avec Wellington Diamond.
- Champion de Division 2 Ligue centrale en 1975 avec Wellington Diamond.
- Finaliste du tournoi Air New Zealand en 1978 avec Eastern Suburbs AFC.
- 15 sélections pour deux buts inscrits avec la Nouvelle-Zélande